# Tatort: Nachtstreife
Nachtstreife ist ein österreichischer Fernsehkrimi aus dem Jahr 1985. Das Drehbuch schrieb Leo Frank, Regie führte Jochen Bauer. Es war die insgesamt 172. Tatort-Folge und der insgesamt dritte Fall von Oberinspektor Hirth (Kurt Jaggberg), allerdings erst der zweite Fall innerhalb der offiziellen Tatort-Reihe. Hirth und sein Team haben es mit einem Mordversuch an Inspektor Ullmann und mit dem Mord an einer Prostituierten zu tun, der Täter muss im Drogenmilieu gesucht werden.

## Handlung
Inspektor Franz Ullmann wird in ein Krankenhaus eingeliefert, nachdem er während seiner Nachtstreife angeschossen wurde. Er überlebt nur knapp nach erfolgreicher Reanimation im Spital. Seine Kollegen, Hirths Assistenten Fichtl, Schulz und Hollocher, schwören, dass sie den Täter bekommen werden. Da Ullmann offensichtlich von einem Moped-Dieb angeschossen wurde, machen die drei Inspektoren in den darauf folgenden Wochen Jagd auf Verdächtige aus der entsprechenden Szene und nehmen mehrere Tatverdächtige fest. Zwei Prostituierte, die um ihre Kundschaft fürchten, weil die drei Beamten nunmehr jeden Abend im Rotlichtviertel Jagd auf den Schützen machen, suchen ihren Zuhälter Freddy auf, dieser soll etwas gegen die Polizeiaktionen unternehmen und verspricht, zu handeln. Vier Monate nach der Tat liegt Ullmann noch immer im Spital, er befürchtet eine Amputation seines Beines. Fichtl kann einen Suizidversuch des verzweifelten Kollegen nur im letzten Moment verhindern. Die drei Kollegen nehmen Zwinker fest, den sie für den Täter halten, weil er eine Waffe besitzt, die als Tatwaffe in Frage kommt und auch aus dem Rotlichtmilieu stammt. Dieser beteuert seine Unschuld. Er gibt nach Drohungen durch die Beamten einen Hinweis, von wem er die Waffe gekauft hat.
Eine Analyse zeigt, dass die bei Zwinker beschlagnahmte Waffe tatsächlich die Tatwaffe ist. Mit Zwinkers Hilfe gelingt es, Fichtl, Schulz und Hollocher, den Verkäufer der Waffe in einem Lokal festzunehmen. Der Verdächtige, Alois „Ali“ Kupetzky, bestreitet die Tat, er ist vorbestraft wegen Drogendelikten. Bei einer Leibesvisitation finden die Beamten auch eine größere Menge Heroin. Zwinker verweigert die weitere Aussage ohne seinen Anwalt. Hirth ruft am nächsten Tag seine Assistenten zu sich, er versucht, seine Assistenten in ihrem Fanatismus zu bremsen. Er unterrichtet sie weiterhin darüber, dass sich Kupetzky am Morgen in seiner Untersuchungszelle erhängt hat, doch die Assistenten sind weiterhin davon überzeugt, den Schützen erwischt zu haben. Hirth hingegen teilt seinen Kollegen mit, dass Kupetzky es nicht gewesen sein konnte, er hatte das beste Alibi der Welt: er saß am Tattag in Haft und floh erst mehrere Wochen nach der Tat aus dieser! Hirth macht seinen Assistenten klar, dass ab sofort nur noch seine Anweisungen befolgt werden. Er setzt Fichtl auf die Frau, der das Moped gehört hat, auf dem der Schütze saß und das später Kupetzky fuhr, an. Die Frau hatte das Moped zwar nach der Schießerei als gestohlen gemeldet, aber Hirth glaubt, dass sie den Schützen kennt und diesem das Moped geliehen hat. Fichtl soll sich als ehemaliger Mithäftling von Kupetzky ausgeben und so undercover die entscheidenden Erkenntnisse sammeln.
Fichtl sitzt noch am selben Abend in szenetypischer Aufmachung in der Orientbar, dort nimmt man ihm seine Identität als ehemaliger Mithäftling Kupetzkys ab. So gerät er an Sandra, die Mopedhalterin. Fichtl zeigt sich erschüttert über Kupetzkys Selbstmord. Sandra und der Kellner geben ihm den Hinweis auf einen Freund von Kupetzky, an den sich Fichtl halten solle. Dieser Freund könne Fichtl auch Drogen besorgen. Fichtl entdeckt an Sandras Arm ältere Einstichspuren, sie versichert ihm, dass sie es diesmal schaffen werde, woraufhin Fichtl sich ihr auch körperlich annähert. Fichtl berichtet am nächsten Morgen Hirth, dass er die Spur eines Freundes von Kupetzky hat und eine mit Sandra befreundete Prostituierte namens „Puppi“, die für Freddy arbeitet, Hinweise auf den Schützen hat. Hirth sucht Freddy und Puppi auf und fragt sie nach Kupetzkys Freund, den alle nur „den Türken“ nennen, sein richtiger Name lautet allerdings Josef, den Namen hat er wegen seiner Drogenkontakte in die Türkei. Püppi hatte am Vortag Kontakt zu Josef, sie gibt Hirth die Adresse. Hirth findet heraus, dass „der Türke“ Josef Kaller heißt und erwirkt einen Haftbefehl gegen diesen. Hirth und seine drei Assistenten starten zu ihrer Razzia und verhaften Kaller, in seiner Wohnung finden sie eine größere Menge Drogen. Am nächsten Tag überbringen Hirth und Fichtl die gute Nachricht an ihren Kollegen Ullmann, dessen Bein wieder vollständig genesen wird. Während Ullmann Hirth eröffnet, dass er seinen Dienst quittieren möchte, informiert Fichtl Hirth darüber, dass Kaller ausgebrochen ist. Hirth hat Angst um Puppi, die Kaller in der Gegenüberstellung identifiziert hat, da sie die Rache des gefährlichen Gangsters fürchtet. Fichtl und Schulz suchen Freddy auf und informieren ihn über den Ausbruch Kallers. Hirth und sein Team suchen fieberhaft nach Puppi, ihre Freundin wähnt sie tot, von Kaller ermordet.
Am nächsten Morgen bewahrheitet sich die Befürchtung, Puppi liegt erstochen im Kofferraum eines Autos. Als Hirth ihm die Nachricht überbringt, schwört Freddy Rache. Er verweigert die weitere Kooperation mit der Polizei, weil er Kaller selbst bekommen will. Hirth will sich jetzt an Sandra halten, weil sie die einzige verbliebene Zeugin ist, die den Beamten auf der Suche nach Kaller weiterhelfen kann. Hirth sucht Sandra auf, sie verweigert jegliche Kooperation, doch Hirth zeigt ihr Fotos von der ermordeten Puppi, woraufhin sie behauptet, sie hätte nicht mit Kaller zusammengearbeitet, er hätte sich ihr Moped einfach so genommen. Er provoziert Sandra, so dass sie doch alles erzählt. Sie hat einen Zuhälter kennengelernt, der sie auf den Strich geschickt hat. Sie ist dann von ihren Eltern weggelaufen, die ihren neuen Freund abgelehnt und diesen vertrieben haben. Sie war mittlerweile drogenabhängig, so dass Puppi sie und Kaller zusammengebracht hat, damit Sandra an neue Drogen kommen kann. Sie sollte als Gegenleistung für ihn auf den Strich zu gehen, sie hat die allerdings die Aufmachung als Schulmädchen abgelehnt, weil sie perverse Freier fürchtete. Hirth nimmt sie mit nach Hause, damit sie vor Kaller sicher ist. Es gelingt ihm, ihr Vertrauen zu gewinnen. Eine Woche später lebt Sandra wieder bei ihren Eltern und hat in dem Supermarkt angefangen, in dem sie Kaller zum ersten Mal begegnet ist. Sie erwartet, dass Kaller dort wieder auftaucht, was auch geschieht. Nachdem sie ihn gesehen und wiedergesehen hat, ruft sie die Polizei, Hirth und seine Kollegen eilen dorthin.  Als Kaller den Supermarkt verlässt, verfolgt Sandra ihn, Hirth und Fichtl kommen in diesem Moment hinzu und Fichtl nimmt die Verfolgung der beiden auf.
Kaller, der die Verfolgung bemerkt hat, lauert Sandra mit einem Messer auf, doch Fichtl kann sie von Kaller unbemerkt abfangen und in Sicherheit bringen. Er geht in den Keller hinein, in dem Kaller sich verschanzt hat, dann fällt ein Schuss. Fichtl kommt heraus und gibt an, Kaller in Notwehr erschossen zu haben. Hirth erkennt, dass Fichtl Kaller die Waffe erst nach der Erschießung in die Hand gelegt hat, doch behält er sein Wissen für sich und bestätigt Fichtls Notwehrversion.

## Einschaltquote
Nachtstreife erreichte bei seiner Erstausstrahlung am 15. September 1985 19,66 Mio. Zuschauer und eine Einschaltquote von 49,0 %.

## Kritik
TV Spielfilm bewertete den Film mittelmäßig.